# Raman Bandarenka
Raman Igaravič Bandarenka (bělorusky Раман Ігаравіч Бандарэнка, rusky: Roman Igorjevič Bondarenko; 1. srpna 1989 Minsk – 12. listopadu 2020 Minsk) byl běloruský malíř, který zemřel během protestů v Bělorusku po prezidentských volbách v roce 2020; byl údajně zabit běloruskými bezpečnostními silami.

## Život
Narodil se 1. srpna 1989 v Minsku. Ve věku tří let se s matkou a otcem přestěhovali do Ruska, do města Nižněvartovsk. Když bylo Ramanovi 16 let, vrátili se s matkou zpátky do Minsku, ale otec zůstal pracovat v Rusku. Po dokončení základní školy Banderenka vystudoval Minskou státní architektonickou a stavební univerzitu a Běloruskou státní akademii umění. V roce 2014 absolvoval vojenský výcvik. Později pracoval jako administrátor a následně jako ředitel obchodu Ostrov čistoty.
Podle rodiny a příbuzných neměl nikdy problémy s policií, ani nechodil na protesty.

## Úmrtí
Dne 11. listopadu 2020, kolem 22.00 přijelo na sídliště, kde bydlel Raman, devět lidí a začalo strhávat bílo-červeno-bílé stužky, které jsou symbolem běloruské opozice. Bandarenka vyšel ven zjistit, co se děje. Video natočené kolemjdoucími ukazuje, jak jej v následné potyčce na dětském hřišti surově mlátí muž v roušce a civilním oblečení. Svědci popsali, že byl „profesionálně zadržen“ a v bezvědomí odvezen v mikrobusu.
Bandarenka byl přivezen na pohotovost 12. listopadu v 0.05 hodin ve velmi těžkém stavu, později upadl do kómatu. Byl mu diagnostikován mozkový edém, silné traumatické poranění mozku, subdurální hematomy a různé modřiny, podstoupil několikahodinovou operaci trepanace lebky. Umřel v bezvědomí na jednotce intenzivní péče.
„Raman Bandarenka byl zabit spolupracovníky režimu. Stal se nevinnou obětí nelidského systému, který považuje životy lidí za majetek státní moci. My všichni chápeme, že na jeho místě se mohl vyskytnout jakýkoliv jiný mírumilovný člověk,“ napsala ve kondolenci pozůstalým vůdkyně běloruské opozice Svjatlana Cichanouská.